# Steirastoma lituratum
Steirastoma lituratum là một loài bọ cánh cứng trong họ Cerambycidae.